# Гиреи
Гире́и, Гера́и, Гира́и (крым. Geraylar, كرايلر‎; ед. ч. — Geray, كراى) — династия ханов, правившая Крымским государством с начала XV века до присоединения его к Российской империи в 1783 году.
Основателем династии был первый хан Крыма Хаджи I Гирей, в результате долгой борьбы добившийся независимости Крыма от Золотой Орды. Гиреи — Чингизиды (потомки Чингисхана), ветвь Тукатимуридов. Они происходят от Джанак-оглана, младшего брата Туй Ходжи оглана, отца Тохтамыша. Старший сын Джанак оглана, Ичкиле Хасан оглан, отец Улу Мухаммеда, родоначальника династии Казанских ханов.
Некоторые представители династии занимали также престол Казанского, Астраханского и Касимовского ханств.
Девлет I Гирей известен своими войнами с Иваном Грозным. Последним Гиреем на крымском троне был Шахин Гирей, который отрёкся от престола, переехал в Россию, а затем в Турцию, где был казнён. Существовала побочная линия Чобан Гиреев, один из представителей которой — Адиль Гирей — занимал крымский престол.
Некоторые представители рода заявляют  о себе как о претендентах на престол, среди них живущий в Лондоне Джеззар Памир Гирей и Эрмек Девлет Гирей, проживающий в России.

## Правители Крымского Юрта
- Таш-Тимур, сын Джанак оглана, правитель Крыма 1395—1396
- Девлет-Берди, сын Таш-Тимура, хан Улуса Джучи 1420—1428

## Список крымских ханов
| Годы правления | Имя                                             |                                        |
| -------------- | ----------------------------------------------- | -------------------------------------- |
| 1441-1466      | Хаджи I Гирей                                   |                                        |
| 1466           | Нур Девлет                                      | первое правление                       |
| 1466           | Менгли I Гирей                                  | первое правление                       |
| 1466-1468      | Нур Девлет                                      | второе правление                       |
| 1468-1475      | Менгли I Гирей                                  | второе правление                       |
| 1475           | Айдер                                           |                                        |
| 1475-1478      | Нур Девлет                                      | третье правление                       |
| 1477           | династия временно отстранена от власти          | династия временно отстранена от власти |
| 1478-1515      | Менгли I Гирей                                  | третье правление                       |
| 1515-1523      | Мехмед I Гирей                                  |                                        |
| 1523           | Гази I Гирей                                    |                                        |
| 1523-1532      | Саадет I Гирей                                  |                                        |
| 1524           | Ислям I Гирей (параллельно с Саадетом I Гиреем) |                                        |
| 1532-1550      | Сахиб I Гирей                                   |                                        |
| 1550-1577      | Девлет I Гирей                                  |                                        |
| 1577-1584      | Мехмед II Гирей                                 |                                        |
| 1584           | Ислям II Гирей                                  | первое правление                       |
| 1584           | Саадет II Гирей                                 |                                        |
| 1584-1588      | Ислям II Гирей                                  | второе правление                       |
| 1588-1596      | Газы II Гирей                                   | первое правление                       |
| 1596           | Фетих I Гирей                                   |                                        |
| 1596-1607      | Гази II Гирей                                   | второе правление                       |
| 1607-1608      | Тохтамыш Гирей                                  |                                        |
| 1608-1610      | Селямет I Гирей                                 |                                        |
| 1610-1623      | Джанибек Гирей                                  | первое правление                       |
| 1623-1628      | Мехмед III Гирей                                | †                                      |
| 1628-1635      | Джанибек Гирей                                  | второе правление                       |
| 1635-1637      | Инает Гирей                                     |                                        |
| 1637-1641      | Бахадыр I Гирей                                 |                                        |
| 1641-1644      | Мехмед IV Гирей                                 | первое правление                       |
| 1644-1654      | Ислям III Гирей                                 |                                        |
| 1654-1666      | Мехмед IV Гирей                                 | второе правление                       |
| 1666-1671      | Адиль Гирей                                     |                                        |
| 1671-1678      | Селим I Гирей (Хаджи Селим Гирей)               | первое правление                       |
| 1678-1683      | Мурад Гирей                                     |                                        |
| 1683-1684      | Хаджи II Гирей                                  |                                        |
| 1684-1691      | Селим I Гирей                                   | второе правление                       |
| 1691           | Саадет III Гирей                                |                                        |
| 1691-1692      | Сафа Гирей                                      |                                        |
| 1692-1699      | Селим I Гирей                                   | третье правление                       |
| 1699-1702      | Девлет II Гирей                                 | первое правление                       |
| 1702-1704      | Селим I Гирей                                   | четвёртое правление                    |
| 1704-1707      | Гази III Гирей                                  |                                        |
| 1707-1708      | Каплан I Гирей                                  | первое правление                       |
| 1709-1713      | Девлет II Гирей                                 | второе правление                       |
| 1713-1715      | Каплан I Гирей                                  | второе правление                       |
| 1716-1717      | Девлет III Гирей (Кара-Девлет Гирей)            |                                        |
| 1717-1724      | Саадет IV Гирей                                 |                                        |
| 1724-1730      | Менгли II Гирей                                 | первое правление                       |
| 1730-1736      | Каплан I Гирей                                  | третье правление                       |
| 1736-1737      | Фетих II Гирей                                  |                                        |
| 1737-1740      | Менгли II Гирей                                 | второе правление                       |
| 1740-1743      | Селямет II Гирей                                |                                        |
| 1743-1748      | Селим II Гирей                                  |                                        |
| 1748-1756      | Арслан Гирей                                    | первое правление                       |
| 1756-1758      | Халим Гирей                                     |                                        |
| 1758-1764      | Кырым Герей                                     | первое правление                       |
| 1765-1767      | Селим III Гирей                                 | первое правление                       |
| 1767           | Арслан Гирей                                    | второе правление                       |
| 1767-1768      | Максуд Гирей                                    |                                        |
| 1768-1769      | Кырым Гирей                                     | второе правление                       |
| 1769-1770      | Девлет IV Гирей                                 | первое правление                       |
| 1770           | Каплан II Гирей                                 |                                        |
| 1770-1771      | Селим III Гирей                                 | второе правление                       |
| 1771-1775      | Сахиб II Гирей                                  | †                                      |
| 1775-1777      | Девлет IV Гирей                                 | второе правление                       |
| 1777-1782      | Шахин Гирей                                     | первое правление                       |
| 1782           | Бахадыр II Гирей                                |                                        |
| 1782-1783      | Шахин Гирей                                     | второе правление                       |

† Правления Джанибека Гирея в 1624 году и Максуда Гирея в 1771—1772 годах не учитываются. Хотя эти ханы были формально утверждены османскими султанами, они не смогли занять трон и реально не правили Крымом. В указанные годы Крымским Ханством реально правили Мехмед III Гирей и Сахиб II Герай соответственно.
Упоминаемые в некоторых работах ханы Шахбаз Гирей (1787—1789) и Бахт Гирей (1789—1792) не включены в список, поскольку они реально не управляли Крымом, который был присоединён к Российской империи в 1783 году. Под властью этих двух правителей находился лишь Буджак, считавшийся частью Крымского государства.

## Касимовские ханыиз рода Гиреев
- Нур-Девлет, сын Хаджи-Гирея, хан Крыма 1466, 1474—1475, 1476—1478, правитель Касимова 1486—1490
- Сатылган, сын Нур-Девлета, правитель Касимова 1491—1506
- Джанай, сын Нур-Девлета, правитель Касимова 1506—1512

## Казанские ханыиз рода Гиреев
- Сахиб-Гирей (1501—1551) — хан Казани 1521—1524, калга 1524—1532, а потом хан Крыма 1532—1551, сын Саадета I Гирея.
- Сафа-Гирей (1510—1549) — хан Казани 1524—1549, сын Фатых-Гирея, племянник Сахиб-Гирея.
- Утямыш-Гирей (1546—1566) — хан Казани 1549—1551, сын Сафа-Гирея.

## Астраханские ханыиз рода Гиреев
- Бахадур Гирей, сын Мехмеда I Гирея, хан Астрахани 1522—1523
- Ислям Гирей, сын Мехмеда I Гирея, хан Астрахани 1531—1532

## Сибирские ханыи царевичи из рода Гиреев
- Аблай Гирей, сибирский хан (с 1628 по 1631).
- Девлет Гирей, сибирский царевич, в 1662—65 руководил восстанием туземцев против русских.

## Ханы континентального Крыма (Буджака)
- Шахбаз Гирей, сын Арслана I Гирея, 1787—1789
- Бахты Гирей, сын Кырыма I Гирея, 1789—1792

## КалгиКрыма из рода Гиреев
- Ямгурчи, сын Хаджи I Гирея, 1486—1507
- Мехмед Гирей, сын Менгли I Гирея, 1507—1515
- Ахмед Гирей, сын Менгли I Гирея, 1515—1519
- Бахадыр Гирей, сын Мехмеда I Гирея, 1519—1522
- Алып Гирей, сын Мехмеда I Гирея, 1522—1523
- Баба Гирей, сын Мехмеда I Гирея, 1523
- Гази Гирей, сын Мехмеда I Гирея, 1523—1524
- Озбек Гирей, сын Оз Темира, сына Хаджи I Гирея, 1524—1525
- Сахиб Гирей, сын Менгли I Гирея, 1525—1526
- Ислям Гирей, сын Мехмеда I Гирея,1526-1528
- Сахиб Гирей, сын Менгли I Гирея, 1528—1530
- Девлет Гирей, сын Мубарека Гирея, сына Менгли I Гирея, 1530—1532
- Озбек Гирей, сын Мехмеда I Гирея, 1532
- Ислям Гирей, сын Мехмеда I Гирея, 1532—1536
- Ахмед Гирей, сын Саадета I Гирея,1536-1537
- Эмин Гирей, сын Сахиба I Гирея, 1537—1551
- Булюк Гирей, сын Сафа Гирея, сына Фетиха Гирея, сына Менгли I Гирея, 1551
- Ахмед Гирей, сын Девлета I Гирея, 1551—1555
- Мехмед Гирей, сын Девлета I Гирея, 1555—1577
- Адил Гирей, сын Девлета I Гирея, 1577—1578
- Саадет Гирей, сын Мехмеда II Гирея, 1578
- Алып Гирей, сын Девлета I Гирея, 1578—1584
- Сафа Гирей, сын Мехмеда II Гирея, 1584
- Алып Гирей, сын Девлета I Гирея, 1584—1588
- Селямет Гирей, сын Девлета I Гирея, 1588
- Фетих Гирей, сын Девлета I Гирея, 1588—1596
- Бахты Гирей, сын Адила Гирея, сына Девлета I Гирея, 1596
- Селямет Гирей, сын Девлета I Гирея, 1596—1601
- Тохтамыш Гирей, сын Гази II Гирея, 1601—1608
- Сефер Гирей, сын Гази II Гирея, 1608
- Мехмед Гирей, сын Саадета II Гирея, 1608
- Джанибек Гирей, сын Мубарека Гирея, сына Девлета I Гирея, 1608—1610
- Шахин Гирей, сын Саадета II Гирея, 1610
- Девлет Гирей, сын Мубарека Гирея, сына Девлета I Гирея, 1610—1623
- Шахин Гирей, сын Саадета II Гирея, 1623—1628
- Девлет Гирей, сын Мубарека Гирея, сына Девлета I Гирея, 1624
- Девлет Гирей, сына Мубарека Гирея, сына Девлета I Гирея, 1628—1631
- Азамет Гирей, сын Селямета I Гирея, 1631—1632
- Мехмед Гирей, сын Селямета I Гирея, 1632—1635
- Хусам Гирей, сын Гази II Гирея, 1635—1637
- Ислям Гирей, сын Селямета I Гирея, 1637—1641
- Фетих Гирей, сын Девлета Чобана Гирея, сына Фетиха I Гирея, 1641—1644
- Кырым Гирей, сын Селямета I Гирея, 1644—1651
- Гази Гирей, сын Мубарек Гирея, сына Селямета I Гирея, 1651—1654
- Гази Гирей, сын Мубарек Гирея, сына Селямета I Гирея, 1654—1666
- Девлет Гирей (Кырым Гирей), сын Фетиха Гирея, сына Девлета Чобана Гирея, сына Фетиха I Гирея, 1666—1671
- Селямет Гирей, сын Бахадыра I Гирея, 1671—1678
- Тохтамыш Гирей, сын Сафа Гирея, сына Селямета I Гирея, 1678—1682
- Сафа Гирей, сын Сафа Гирея, сына Селямета I Гирея, 1682—1683
- Девлет Гирей, сын Селима I Гирея, 1683—1684
- Девлет Гирей, сын Селима I Гирея, 1684—1691
- Девлет Гирей, сын Селима I Гирея, 1691
- Джихан Гирей, сын Кырыма Гирея, сына Селямета I Гирея, 1691
- Девлет Гирей, сын Адила Гирея, сына Мубарека Гирея, сына Селямета I Гирея, 1691—1692
- Девлет Гирей, сын Селима I Гирея, 1692—1699
- Шахин Гирей, сын Исляма III Гирея, 1699
- Шахбаз Гирей, сын Селима I Гирея, 1699
- Саадет Гирей, сын Селима I Гирея, 1699—1702
- Гази Гирей, сын Селима I Гирей, 1702—1704
- Каплан Гирей, сын Селима I Гирея, 1704—1707
- Менгли Гирей, сын Селима I Гирея, 1707—1709
- Саадет Гирей, сын Селима I Гирея, 1709
- Бахты Гирей, сын Девлета II Гирея, 1709—1713
- Менгли Гирей, сын Селима I Гирея, 1713—1716
- Бахадыр Гирей, сын Сафа I Гирея, 1716—1717
- Инает Гирей, сын Тохтамыша Гирея, сына Сафа Гирея, сына Селямета I Гирея, 1717—1718
- Сафа Гирей, сын Селима I Гирея, 1718—1724
- Сафа Гирей, сын Селима I Гирея, 1724—1725
- Адил Гирей, сын Селима I Гирея, 1725—1727
- Селямет Гирей, сын Селима I Гирея, 1727—1730
- Адил Гирей, сын Селима I Гирея, 1730—1734
- Фетих Гирей, сын Девлета II Гирея, 1734—1736
- Арслан Гирей, сын Девлета II Гирея, 1736—1737
- Селямет Гирей, сын Селима I Гирея, 1737—1740
- Азамет Гирей, сын Гази III Гирея, 1740—1741
- Селим Гирей, сын Каплана I Гирея, 1741—1743
- Шахин Гирей, сын Адила Гирея, сына Селима I Гирея, 1743—1748
- Селим Гирей, сын Фетиха II Гирея, 1748—1756
- Девлет Гирей, сын Саадета IV Гирея, 1756—1758
- Хаджи Гирей, сын Махмуда Гирея, сына Девлета II Гирея, 1758
- Селим Гирей, сын Арслана I Гирея, 1758
- Саадет Гирей, сын Бахты Гирея, сына Девлета II Гирея, 1758—1762
- Максуд Гирей, сын Селямета II Гирея, 1762—1764
- Мехмед Гирей, сын Фетиха II Гирея, 1764—1767
- Девлет Гирей, сын Арслана I Гирея, 1767
- Бахты Гирей, сын Кырыма I Гирея, 1767—1768
- Месуд Гирей, сын Арслана I Гирея, 1768—1769
- Шахбаз Гирей, сын Арслана I Гирея, 1769—1770
- Ислям Гирей, сын Арслана I Гирея, 1770
- Мехмед Гирей, сын Фетиха II Гирея, 1770—1771
- Бахты Гирей, сын Кырыма I Гирея, 1771—1772
- Шахин Гирей, сын Ахмеда Гирея, сына Девлета II Гирея, 1771—1774
- Бахадыр Гирей, сын Максуда I Гирея, 1774—1775
- Шахбаз Гирей, сын Арслана I Гирея, 1775—1777
- Мехмед Гирей, сын Фетиха II Гирея, 1777—1778
- Арслан Гирей, сын Ахмеда Гирея, сына Девлета II Гирея, 1782
- Мубарек Гирей, сын Арслана I Гирея, 1787—1789
- Мехмед Гирей, сын Кырыма I Гирея, 1789—1792

## НурэддиныКрыма из рода Гиреев
- Саадет Гирей, сын Мехмеда II Гирея, 1578—1584
- Мурад Гирей, сын Мехмеда II Гирея, 1584
- Мубарек Гирей, сын Девлета I Гирея, 1584—1588
- Сафа Гирей, сын Мехмеда II Гирея, 1588—1591
- Бахты Гирей, сын Адила Гирея, сына Девлета I Гирея, 1591—1596
- Селямет Гирей, сын Девлета I Гирея, 1596
- Девлет Гирей, сын Саадета II Гирея, 1596—1601
- Тохтамыш Гирей, сын Гази II Гирея, 1601
- Сефер Гирей, сын Гази II Гирея, 1601—1608
- Шахин Гирей, сын Саадета II Гирея, 1608
- Девлет Гирей, сын Мубарека Гирея, сына Девлета I Гирея, 1608—1610
- Азамет Гирей, сын Селямета I Гирея, 1610—1623
- Девлет Чобан Гирей, сын Фетиха I Гирея, 1623—1624
- Азамет Гирей, сын Селямета I Гирея, 1624—1627
- Азамет Гирей, сын Селямета I Гирея, 1628—1631
- Мубарек Гирей, сын Селямета I Гирея, 1631—1632
- Мубарек Гирей, сын Джанибека I Гирея, 1632—1634
- Саадет Гирей, сын Гази II Гирея, 1635—1637
- Сафа Гирей, сын Селямета I Гирея, 1637
- Кырым Гирей, сын Селямета I Гирея, 1637—1641
- Гази Гирей, сын Мубарека Гирея, сына Селямета I Гирея, 1641—1644
- Гази Гирей, сын Мубарека Гирея, сына Селямета I Гирея, 1644—1651
- Адил Гирей, сын Мубарека Гирея, сына Селямета I Гирея, 1651—1654
- Адил Гирей, сын Мубарека Гирея, сына Селямета I Гирея, 1654—1659
- Мурад Гирей, сын Мубарека Гирея, сына Селямета I Гирея, 1659—1563
- Мехмед Гирей, сын Девлета Гирея, сына Мубарека Гирея, сына Девлета I Гирея, 1663—1665
- Ахмед Гирей, сын Мехмеда IV Гирея, 1665—1666
- Девлет Гирей, сын Фетиха Гирея, сына Девлета Чобана Гирея, сына Фетиха I Гирея, 1666—1670
- Гази Гирей, сын Фетиха Гирея, сына Девлета Чобана Гирея, сына Фетиха I Гирея, 1670—1671
- Сафа Гирей, сын Сафа Гирея, сына Селямета I Гирея, 1671—1678
- Саадет Гирей, сын Кырыма Гирея, сына Селямета i Гирея, 1678—1683
- Азамет Гирей, сын Селима I Гирея, 1683—1684
- Азамет Гирей, сын Селима I Гирея, 1684—1691
- Джихан Гирей, сын Кырыма Гирея, сына Селямета I Гирея, 1691
- Фетих Гирей, сын Саадета III Гирея, 1691
- Шахин Гирей, сын Исляма III Гирея, 1691—1692
- Шахин Гирей, сын Исляма III Гирея, 1692—1699
- Гази Гирей, сын Селима I Гирея, 1699—1700
- Инает Гирей, сын Тохтамыша Гирея, сына Сафа Гирея, сына Селямета I Гирея, 1700—1702
- Каплан Гирей, сын Селима I Гирея, 1702—1704
- Менгли Гирей, сын Селима I Гирея, 1704—1707
- Максуд Гирей, сын Селима I Гирея, 1707—1708
- Сахиб Гирей, сын Селима I Гирея, 1708
- Бахты Гирей, сын Девлета II Гирея, 1709
- Бахадыр Гирей, сын Девлета II Гирея, 1709—1713
- Сахиб Гирей, сын Селима I Гирея, 1713—1716
- Максуд Гирей, сын Девлета III Гирея, 1716—1717
- Сафа Гирей, сын Селима I Гирея, 1717—1718
- Адил Гирей, сын Селима I Гирея, 1718
- Ислям Гирей, сын Азамета Гирея, сына Селима I Гирея, 1718—1724
- Селямет Гирей, сын Селима I Гирея, 1724—1727
- Халим Гирей, сын Саадета IV Гирея, 1727—1730
- Хаджи Гирей, сын Девлета II Гирея, 1730—1731
- Фетих Гирей, сын Девлета II Гирея, 1731—1734
- Арслан Гирей, сын Девлета II Гирея, 1734—1736
- Махмуд Гирей, сын Девлета II Гирея, 1736—1737
- Салих Гирей, сын Саадета IV Гирея, 1737—1738
- Халим Гирей, сын Саадета IV Гирея, 1738—1740
- Тохтамыш Гирей, сын Менгли II Гирея 1740—1741
- Шахин Гирей, сын Адила Гирея, сына Селима I Гирея, 1741—1743
- Селим Гирей, сын Бахты Гирея, сына Девлета II Гирея, 1743—1746
- Ахмед Гирей, сын Мехмеда Гирея, сына Девлета II Гирея, 1746—1748
- Кырым Гирей, сын Девлета II Гирея, 1748—1750
- Максуд Гирей, сын Селямета II Гирея, 1750—1756
- Мехмед Гирей, сын Саадета IV Гирея, 1756—1758
- Селим Гирей, сын Арслана I Гирея, 1758
- Ахмед Гирей, сын Махмуда Гирея, сына Девлета II Гирея, 1758—1762
- Месуд Гирей, сын Арслана I Гирея, 1762—1764
- Кырым Гирей, сын Фетиха II Гирея, 1764—1767
- Каплан Гирей, сын Селима II Гирея, 1767
- Мехмед Гирей, сын Кырыма I Гирея, 1767—1768
- Каплан Гирей, сын Селима II Гирея, 1768—1769
- Мубарек Гирей, сын Арслана I Гирея, 1769—1770
- Бахты Гирей, сын Кырыма I Гирея, 1770
- Кырым Гирей, сын Фетиха II Гирея, 1770—1771
- Мехмед Гирей, сын Кырыма I Гирея, 1771—1772
- Бахадыр Гирей, сын Максуда I Гирея, 1771—1774
- Мурад Гирей, сын Максуда I Гирея, 1774—1775
- Мубарек Гирея, сын Арслана I Гирея, 1775—1777
- Арслан Гирей, сын? Нумана Гирея, сына Саадета IV Гирея, 1777—1789
- Бахадыр Гирей, сын? Мумина Гирея, сына Саадета IV Гирея, 1789—1792

## ОрбеиПерекопа(Ор-Капы) из рода Гиреев
- Ахмед Гирей, сын Мехмеда IV Гирея, 1665—1666
- Селямет Гирей, сын Селима I Гирея, 1713—1716
- Азамет Гирей, сын Девлета II Гирея, 1730—1734
- Рахим Гирей, сын Мехмеда Гирея, сына Девлета II Гирея, 1746—1748
- Мехмед Гирей, сын Фетиха II Гирея, 1748—1750
- Селим Гирей, сын Арслана I Гирея, 1750—1756
- Шахбаз Гирей, сын Арслана I Гирея, 1758—1764
- Сахиб Гирей, сын Ахмеда Гирея, сына Девлета II Гирея, 1770—1771

## Сераскеры Кубани из рода Гиреев
- Шахбаз Гирей, сын Селима I Гирея, 1692—1699
- Бахты Гирей, сын Девлета II Гирея, 1699—1710
- Бахты Гирей, сын Девлета II Гирея, 1713—1726
- Салих Гирей, сын Саадета IV Гирея, 1726—1728
- Мурад Гирей, сын Девлета II Гирея, 1728—1729
- Селим Гирей, сын Бахты Гирея, сына Девлета II Гирея, 1736/1737
- Гази Гирей, сын Бахты Гирея, сына Девлета II Гирея, 1742/1743
- Саадет Гирей, сын Бахты Гирея, сына Девлета II Гирея, 1746
- Ахмед Гирей, сын Махмуда Гирея, сына Девлета II Гирея, 1748
- Максуд Гирей, сын Селима II Гирея, 1755
- Саадет Гирей, сын Бахты Гирея, сына Девлета II Гирея, 1755—1756
- Кырым Гирей, сын Халима I Гирея, 1756—1758
- Бахадыр Гирей, сын Кырыма I Гирея, 1758/1759
- Гази Гирей, сын Арслана I Гирея, 1773—1774
- Шахин Гирей, сын Ахмеда Гирея, сына Девлета II Гирея, 1774—1776
- Гази Гирей, сын Арслана I Гирея, 1780

## Сераскеры Буджака из рода Гиреев
- Гази Гирей, сын Селима I Гирея, 1692—1699
- Менгли Гирей, сын Селима I Гирея, 1699—1704
- Мехмед Гирей, сын Девлета II Гирея, 1711
- Адил Гирей, сын Селима I Гирея, 1727—1728
- Салих Гирей, сын Саадета IV Гирея, 1737—1738
- Хаджи Гирей, сын Саадета IV Гирея, 1748
- Кырым Гирей, сын Девлета II Гирея, 1748—1750
- Девлет Гирей, сын Арслана I Гирея, 1750—1756
- Хаджи Гирей, сын Саадета IV Гирея, 1756—1757
- Саадет Гирей, сын Халима I Гирея, 1757—1758
- Шахбаз Гирей, сын Арслана I Гирея, 1758—1764
- Кырым Гирей, сын Фетиха II Гирея, 1764—1767
- Шахин Гирей, сын Ахмеда Гирея, сына Девлета II Гирея, 1768—1769

## Сераскеры Едисана из рода Гиреев
- Шахбаз Гирей, сын Арслана I Гирея, 1750—1756
- Саид Гирей, сын Халима I Гирея, 1756—1758
- Бахты Гирей, сын Кырыма I Гирея, 1758—1764
- Шахин Гирей, сын Ахмеда Гирея, сына Девлета II Гирея, 1770—1771
- Хаджи Гирей, сын Селима III Гирея, 1777—1778
- Гази Гирей, сын Арслана I Гирея, 1778
- Мурад Гирей, сын? Максуда I Гирея, 1780—1781
- Арслан Гирей, сын Ахмеда Гирея, сына Девлета II Гирея, 1781—1782

## Сераскеры Едичкула из рода Гиреев
- Бахадыр Гирей, сын Кырыма I Гирея, 1759—1763
- Адил Гирей, сын Селима III Гирея, 1766—1767
- Тохтамыш Гирей, сын Халима I Гирея, 1774—1777
- Арслан Гирей, сын Ахмеда Гирея, сына Девлета II Гирея, 1777
- Хаджи Гирей, сын Селима III Гирея, 1777—1778
- Гази Гирей, сын Арслана I Гирея, 1778
- Бахадыр Гирей, сын Ахмеда Гирея, сына Девлета II Гирея, 1781—1782

## Сераскеры Джембойлука из рода Гиреев
- Ахмед Гирей, сын Мехмеда Гирея, сына Девлета II Гирея, 1735
- Хаджи Гирей, сын Селима III Гирея, 1777—1778
- Мурад Гирей, сын? Максуда I Гирея, 1780—1781

## Башбуги Кубани из рода Гиреев
- Арслан Гирей, сын? Нумана Гирея, сына Саадета IV Гирея, 1787—1789
- Мехмед Гирей, сын Кырыма I Гирея, 1789—1792

## Историки из рода Гиреев
- Мухаммед Гирей
- Халим-Гирей

## Дом Гиреев в 20-21 веках
- Султан Кадыр Гирей (1891—1953), полковник царской армии. Во время Гражданской войны был ранен, эмигрировал в Турцию, а оттуда в США, где основал «Черкесско-Грузинское общество»
  - Чингис Гирей (1921—2005), старший сын предыдущего. Во время Второй мировой войны служил в американской разведке. Писатель и поэт, автор книги «Тень власти» («The Shadow of Power»)
  - Джуматай Гирей (1916—1976). Лидер отряда басмачей в Туркестане. Воевал против большевиков.[источник не указан 362 дня]
  - Азамат Гирей (1924—2001), младший брат предыдущего
    - Кадыр Девлет Гирей (род. 1961), старший сын предыдущего от первого брака
    - Абазбек Гирей (род. 1965) Сын Джуматай Гирея
      - Чингиз Карим Султан-Гирей (род. 1992), сын предыдущего

    - Адиль Сагат Гирей (род. 1964), младший брат предыдущего
      - Темуджин Сердж Гирей (род. 2002), сын предыдущего

    - Каспиан Гирей (род. 1972), единственный сын Азамат Гирея от второго брака
    - Эрмек Девлет Гирей (род. 1998), сын Абаз Гирея (проживает в России[7])